# Ernesto Araújo
Ernesto Henrique Fraga Araújo, född 15 maj 1967 i Porto Alegre, är en brasiliansk diplomat som sedan 1 januari 2019 är Brasiliens utrikesminister.
I en artikel från 2017 publicerad av International Relations Research Institute (IPRI) hyllade Araújo den amerikanske presidenten Donald Trump för hans nationalistiska retorik och skrev att Trump återställer de västerländska värderingarna i en tid när de står utmanade av nihilismen, som han anser har tagit över efter kommunismen som västerlandets fiende. Araújo driver en blogg med namnet Metapolítica 12 - Contra o Globalismo (svenska: Metapolitik 12 - emot globalismen), där han har definierat globalismen som "den ekonomiska globalisering som har drivits på av kulturmarxism" vilket är "till sitt väsen antimänskligt och antikristet".